# Chionachne semiteres
Chionachne semiteres là một loài thực vật có hoa trong họ Hòa thảo. Loài này được (Benth.) Henrard mô tả khoa học đầu tiên năm 1931.